# Montserrat Castelló Gavín
Maria Montserrat Castelló Gavín (Reus, Baix Camp, 1 d'agost de 1964) és una atleta catalana especialitzada en curses de fons.
Ha competit amb el Club d'Atletisme Vilanova i també amb el Club d'Atletisme Baix Maestrat. Ha estat dues vegades campiona de Catalunya de mitja marató, els anys 1997 i 1998, i també ha destacat en curses populars. Així, va quedar segona classificada a la Cursa d'El Corte Inglés i tercera a la Cursa Jean Bouin.

## Millors marques personals[3]
| Prova         | Temps    | Data                 | Club                         | Lloc de celebració       |
| ------------- | -------- | -------------------- | ---------------------------- | ------------------------ |
| 10.000 metres | 36:01.73 | 12 d'agost de 1989   | Club Atletisme Vilanova      | Barcelona, Catalunya     |
| Mitja marató  | 1:18:31  | 7 de gener de 1996   | Club Atletisme Baix Maestrat | Sitges, Catalunya        |
| Marató        | 2:48:34  | 13 d'octubre de 1996 | Club Atletisme Baix Maestrat | Sant Sebastià, País Basc |